# Mycetophila abdominale
Mycetophila abdominale är en tvåvingeart som först beskrevs av Rasmus Carl Staeger 1840.  Mycetophila abdominale ingår i släktet Mycetophila och familjen svampmyggor.
Artens utbredningsområde är Danmark. Inga underarter finns listade i Catalogue of Life.